# Buổi đọc Sách Sáng Thế Apollo 8
Vào Đêm vọng Lễ Giáng sinh ngày 24 tháng 12 năm 1968, phi hành đoàn Apollo 8, những người đầu tiên đi đến Mặt Trăng, đã đọc Sách Sáng Thế trong một buổi phát sóng truyền hình. Trên quỹ đạo thứ chín của Mặt Trăng, ba phi hành gia Bill Anders, Jim Lovell và Frank Borman đã đọc các câu từ 1 đến 10 của câu chuyện tạo hóa Sáng Thế ký trong Kinh Thánh King James. Anders đọc các câu 1–4, Lovell là các câu 5–8, còn Borman đọc các câu 9 và 10.

## Phát sóng
Khắp thế giới, những chiếc tivi đều sáng rực với buổi phát sóng. Trên Trái Đất, cứ bốn người thì có một người – hay khoảng một tỷ người sống ở 64 quốc gia khác nhau – đã nghe buổi đọc. Trong vòng 24 giờ, các chương trình phát sóng được ghi lại từ Mặt Trăng đã đến với người dân ở thêm 30 quốc gia khác. Khán giả ở Bắc và Nam Mỹ cũng như châu Âu theo dõi trực tiếp nhờ vệ tinh Intelsat 3 mới được phóng gần đây. COMSAT cũng đưa vệ tinh vào hoạt động trước dự kiến một tuần để khán giả quốc tế có thể theo dõi chuyến bay.— Teasel Muir-Harmony, How Apollo 8 Delivered Christmas Eve Peace and Understanding to the World

## Soạn thảo nội dung và lời gợi ý đọc Sách Sáng Thế
Chỉ huy Apollo 8 Frank Borman cảm thấy rằng bản thảo bài phát biểu cho buổi truyền phát Đêm vọng Giáng sinh của ông giống một lời xin lỗi cho việc Hoa Kỳ can thiệp vào Chiến tranh Việt Nam. Joseph Laitin của Cục Ngân sách (nay là Văn phòng Quản lý và Ngân sách) được cử đến để hỗ trợ. Tuy nhiên, Laitin cũng gặp vấn đề tương tự: bản thảo của ông tập trung vào khái niệm hòa bình trên Trái Đất, một điều không phù hợp trong hoàn cảnh cuộc chiến ở Việt Nam vẫn tiếp diễn. Ông đọc Tân Ước để tìm một chi tiết liên kết mùa Giáng Sinh và những câu chuyện về sự ra đời của Giêsu.
Vợ của Joseph là Christina Laitin đã gợi ý cho ông sử dụng phần đầu của Sáng Thế ký trong Cựu Ước. Cuối cùng, văn bản Sáng Thế ký đã được in trên giấy chống cháy và đưa vào kế hoạch bay của sứ mệnh.

## Bản chép lại
Bill Anders
Chúng tôi đang tiến gần đến buổi bình minh trên Mặt Trăng, và đối với tất cả mọi người trên Trái Đất, phi hành đoàn Apollo 8 có một thông điệp muốn gửi tới các bạn.
Ban đầu, Chúa tạo ra trời đất.
Mặt đất chưa có hình thể, và trống rỗng; bóng tối bao trùm mặt sâu thẳm. Và Thần Đức Thiên Chúa di chuyển trên mặt nước.
Chúa phán, Phải có ánh sáng: ánh sáng liền xuất hiện.
Ngài thấy ánh sáng và cho đó là điều tốt đẹp. Rồi Chúa phân tách ánh sáng khỏi bóng tối.
Jim Lovell
Và Chúa gọi ánh sáng là Ngày, còn bóng tối là Đêm. Buổi chiều và buổi sáng trôi qua, ấy là ngày đầu tiên.
 Rồi Chúa phán, Phải có một bầu trời giữa nước, và để nó ngăn cách nước với nước.
 Và Chúa tạo nên bầu trời, chia tách nước ở dưới bầu trời với nước ở trên bầu trời: thì có như vậy.
Chúa gọi bầu trời là Thiên Đàng. Một buổi chiều và một buổi sáng trôi qua, ấy là ngày thứ hai.
Frank Borman
Và Chúa phán, Phải cho nước bên dưới thiên đàng tụ lại vào một chỗ, để cho chỗ đất khô ráo xuất hiện: thì có như vậy.
Chúa gọi chỗ khô là Đất; còn chỗ nước tụ lại là Biển: và Chúa thấy rằng điều đó là tốt đẹp.
Và từ phi hành đoàn của Apollo 8, chúng tôi kết thúc với lời chúc ngủ ngon, chúc may mắn, chúc Giáng Sinh vui vẻ – và cầu Chúa phù hộ tất cả các bạn, tất cả các bạn trên hành tinh Trái Đất thiện lành.

## Kiện cáo
Madalyn Murray O'Hair, nhà sáng lập tổ chức American Atheists (tổ chức ủng hộ người theo chủ nghĩa vô thần), phản ứng bằng cách kiện chính phủ Hoa Kỳ, cáo buộc họ đã vi phạm Tu chính án thứ nhất. Vụ kiện được đưa lên Tòa án Quận Hoa Kỳ cho Địa hạt Tây Texas (United States District Court for the Western District of Texas). Nó được đệ trình lên một hội đồng gồm ba thẩm phán; hội đồng này kết luận rằng đây không phải là vấn đề của ba thẩm phán, đồng thời bác bỏ vụ kiện vì không nêu rõ nguyên nhân hành động. Đơn kháng cáo trực tiếp lên Tòa án Tối cao cũng bị bác bỏ do thiếu thẩm quyền. Một kháng cáo khác do Tòa Phúc thẩm Hoa Kỳ cho Khu vực thứ Năm (Fifth Circuit Court of Appeals) xét xử đã khẳng định sự bác bỏ per curiam (theo tòa) của tòa sơ thẩm. Tòa án Tối cao từ chối xem xét lại vụ việc.

## Hiện vật
Trang giấy chứa kế hoạch chuyến bay với đoạn thông điệp Sáng Thế ký – được Lovell cho mượn – đang được trưng bày tại Cung Thiên văn Adler ở Chicago. Năm 2018, nó đã được mang ra trưng bày tại Nhà thờ chính tòa Quốc gia Washington nhân kỷ niệm 50 năm chuyến bay.

## Tem bưu chính

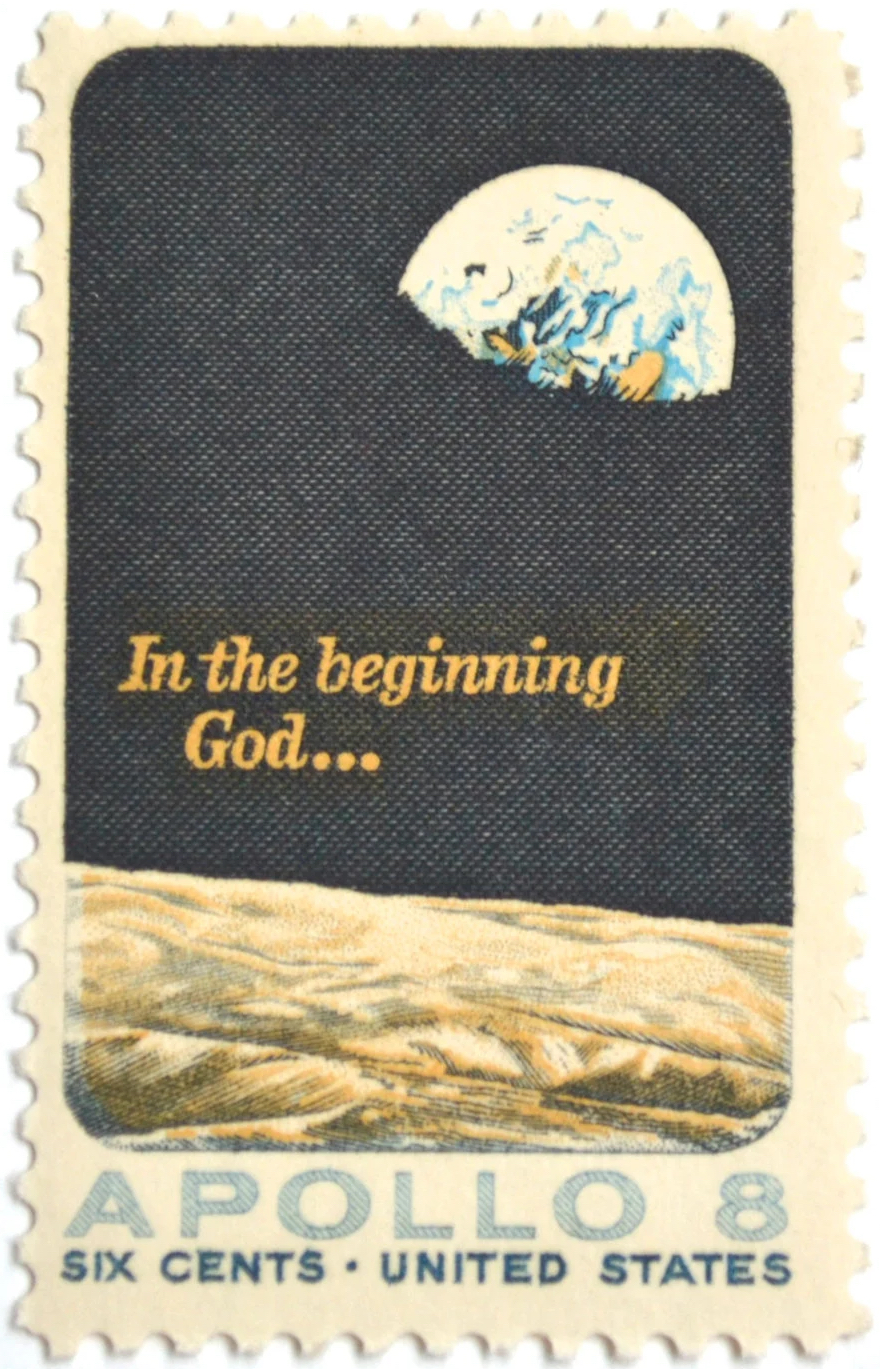
Tem kỷ niệm Apollo 8, phát hành năm 1969

Năm 1969, Dịch vụ Bưu điện Hoa Kỳ phát hành tem bưu chính (catalog Scott # 1371) để kỷ niệm sứ mệnh Apollo 8 và buổi đọc Sách Sáng Thế. Con tem có dòng chữ "In the beginning God..." (tạm dịch: "Ban đầu, Chúa...") với nền là bức ảnh Trái Đất mọc nổi tiếng.